# Liste der europäischen Entdecker Australiens
Die Liste der europäischen Entdecker Australiens enthält die Personen, die in der Geschichte Australiens einen Beitrag zur Erforschung der Küste und des Landesinnern leisteten. Als erster Europäer betrat gesichert der Niederländer Dirk Hartog (1580–1621) die Westküste im Jahre 1616. Die großen Erkundungen des Landes waren in den 1870er Jahren abgeschlossen.

## Küste

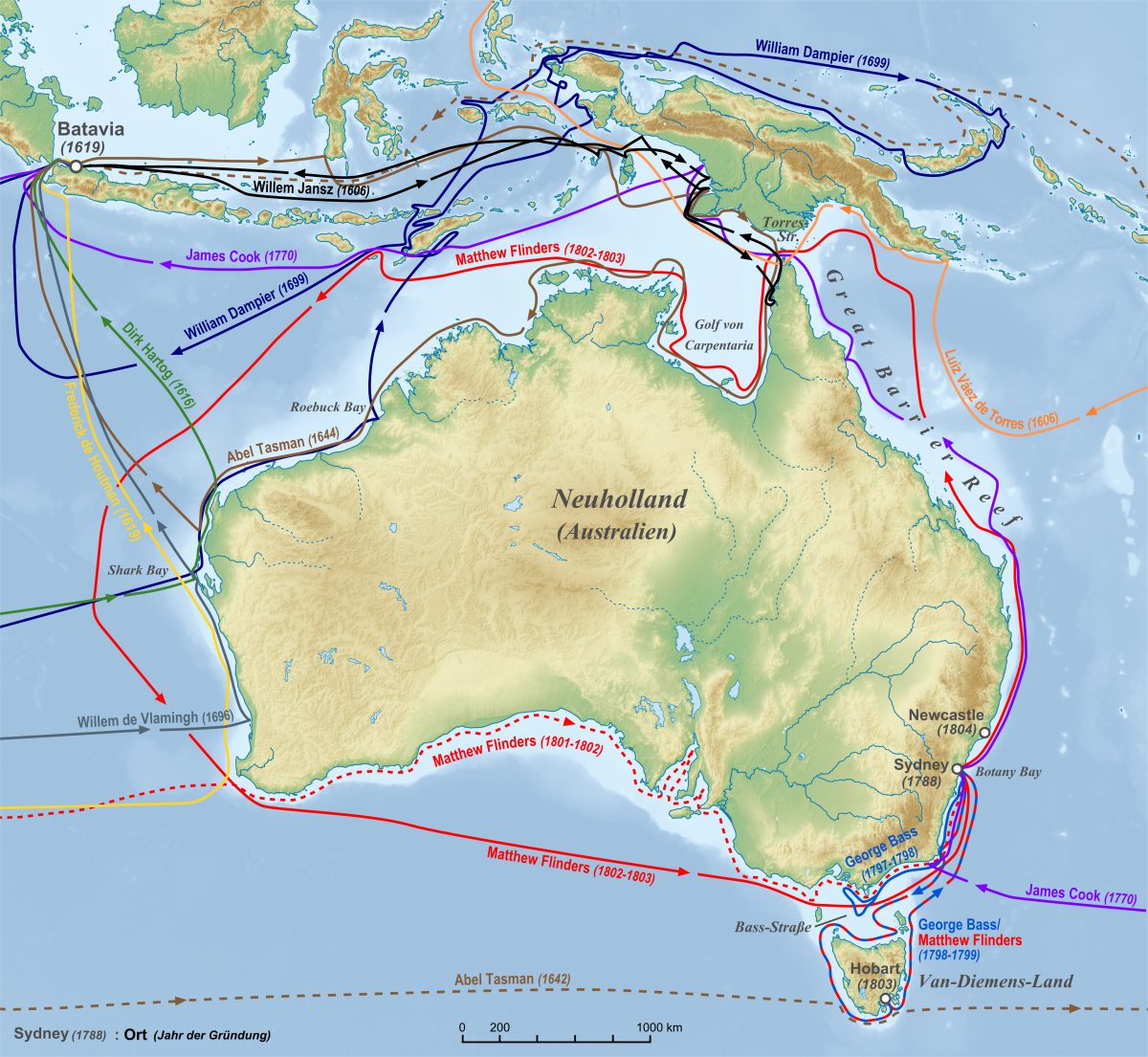
Erkundungen europäischer Entdecker bis 1812
1606 Willem Jansz
1606 Luiz Váez de Torres
1616 Dirk Hartog
1619 Frederick de Houtman
1644 Abel Tasman
1696 Willem de Vlamingh
1699 William Dampier
1770 James Cook
1797–1799 George Bass
1801–1803 Matthew Flinders

Die Entdeckung Australiens durch Europäer vollzog sich schrittweise seit dem frühen 17. Jahrhundert. Die ersten wichtigen Entdeckungen gehen nahezu ausnahmslos auf niederländische Seefahrer zurück, die im Auftrage der Niederländischen Ostindien-Kompanie (Engl. Dutch East Inda Company) von Indonesien aus, damals zu weiten Teilen eine holländische Kolonie, die weiter südöstlich gelegenen Bereiche des Indischen Ozeans und des Pazifik erkundeten.
Zwischen 1606 und 1697 kartierten mehrere holländische Expeditionen große Teile der australischen Süd- und Westküste. Auf diese ersten niederländischen Entdeckungen geht die ursprüngliche Bezeichnung Neuholland zurück.
Vorwiegend am Gewürzhandel interessiert, bestand zu dieser Zeit seitens der Niederländer kein weitgehendes Interesse an einer Kolonisierung Australiens.
Frühe marine Entdecker entlang der Küsten Australiens:
- 1606 - Willem Jansz (1570–1630) (Schiff: Duyfken), erste sicher überlieferte Sichtung Australiens durch Europäer
- 1606 - Luiz Váez de Torres (ca. 1565–1610), Erstdurchsegler der Torres-Straße
- 1616 - Dirk Hartog (1580–1621), Erkundung der Westküste nahe Shark Bay
- 1619 - Frederick de Houtman (1571–1627), Westküste nahe dem heutigen Perth
- 1623 - Jan Carstensz (Schiffe: Pera und Arnhem), Golf von Carpentaria
- 1627 - François Thijssen (Schiff: Gulden Zeepaerdt), Südwestküste zwischen Kap Leeuwin und Ceduna
- 1642–44 - Abel Tasman (Schiffe: Heemskerck und Zeehaen), Vandiemensland (= Tasmanien) und Nordwestküste
- 1688 und 1699 - William Dampier (1651–1715), Nordwestküste[1]
- 1696–97 - Willem de Vlamingh (Schiffe: Geelvink, Nyptangh, Wezeltje), Westküste, (Rottnest Island, Dirk Hartog Island)
- 1770 - James Cook (1728–1779), Ostküste nahe Sydney (Botany Bay)
- 1797–99 - George Bass (1771–1803), Bass-Straße und Südküste
- 1798–99 - Matthew Flinders (1774–1814), Bass-Straße
- 1801–03 -  Matthew Flinders (1774–1814), Umsegelung des gesamten Kontinents
- 1817–22 - Phillip Parker King (1791–1856), mehrfache Umsegelung des Kontinents.

## Landesinnere
- Gregory Blaxland (1778–1853), Expedition über die Blue Mountains, 1813
- Edward John Eyre (1815–1901), Südküste Australiens, 1839–1841
- Ernest Favenc (1845–1908), Nordaustralien 1878, Nordwestaustralien 1880er Jahre
- Alexander Forrest (1849–1901), Erkundungen Westaustraliens, 1869–1874
- John Forrest (1847–1918), Erkundungen Westaustraliens, 1869–1874
- Augustus Gregory (1819–1905), Erforschung des Landesinnern 1846–1858
- Hamilton Hume (1797–1873), Expedition von New South Wales nach Victoria, 1824
- William Hovell (1786–1875), Expedition von New South Wales nach Victoria, 1824
- Edmund Kennedy (1818–1848), Erkundung des Hinterlandes von Queensland und New South Wales, 1847–1848
- Ludwig Leichhardt (1813–1848), Erkundungen des Landesinnern, 1842–1848
- Thomas Livingstone Mitchell (1792–1855), Erkundung des Südens, 1831–1845
- Robert O’Hara Burke (1821–1861), Süd-Nord-Durchquerung, 1860–1861
- John Oxley (1785–1828), Südostaustralien 1818–1824
- Moritz Richard Schomburgk (1811–1891), botanische Erforschung Südaustraliens, 1865–1891
- Paul Edmund de Strzelecki (1797–1873), Erkundung des Landesinnern, 1840–1842
- John McDouall Stuart (1815–1866), Süd-Nord-Durchquerung, 1860–1862
- Charles Sturt (1795–1869), Expeditionen ins Zentrum Australiens, 1827–1845
- Peter Warburton (1813–1889),  Durchquerung der Große Sandwüste, 1872
- William John Wills (1834–1861), Versuch einer Nord-Süd-Durchquerung, 1861